# ブッカ1世
ブッカ1世（テルグ語：మొదటి బుక్క రాయలు, タミル語：முதலாவது புக்கா ராயன், ：Bukka I, 生年不詳 - 1377年）は、南インドのヴィジャヤナガル王国、サンガマ朝の君主（在位：1356年 - 1377年）。ブッカ（Bukka）とも呼ばれる。

## 生涯
ブッカとその兄ハリハラは、デカンのカーカティーヤ朝あるいは南インドのホイサラ朝の家臣だった。
1323年、デリー・スルターン朝のトゥグルク朝の軍勢が両王朝を攻め、ブッカはハリハラともに捕虜となり、デリーへと連行された。彼ら2人はデリーに連行された後にイスラーム教に改宗して、トゥグルク朝の君主ムハンマド・ビン・トゥグルクに仕えた。当時、ムハンマド・ビン・トゥグルクは、ブッカとハリハラを南インドのカルナータカ地方に派遣してその統治に当たらせていたが、1334年にタミル地方でマドゥライ・スルターン朝が独立すると、彼ら2人もまた独立の野望を持つようになっていた。
1336年、ブッカとハリハラはトゥグルク朝に対して独立を宣し、ハリハラは王位を宣し、首都ヴィジャヤナガルの建設に取り組んだ。その王朝は彼ら二人の父サンガマの名を取って、サンガマ朝と呼ばれることとなった。それと同時に、ブッカはハリハラとともにイスラーム教からヒンドゥー教に改宗し、カーストに再加入することにしたが、これは独立するよりも難しいことであったとされる。なぜなら2人はイスラームに改宗したことでアウト・カーストになってしまい、当時の法規に乗っ取れば、カースト再加入は不可能であった。しかし、この地方のヒンドゥーの宗教指導者ヴィディヤーラニヤは、ブッカとハリハラのカースト再加入を認めたばかりか、ハリハラがこの地方の神ヴィルーパークシャの代理であるとした。したがって、神の認めたものを問題にすることはできないとして、すべての禁忌を取り除いた。
1356年、兄ハリハラ1世が死亡したことにより、ブッカがブッカ1世としてヴィジャヤナガル王となった。
1358年以降、ブッカ1世はバフマニー朝とのライチュール地方などの支配をめぐり、本格的にバフマニー朝との領土争いを繰り広げた。しかし、両国はこの抗争で決定的な勝利をおさめることができず、無差別虐殺や子供の奴隷売買が行なわれたり、経済的にも疲弊した。
そのため、1365年にバフマニー朝のムハンマド・シャー1世との間に、前述のような残虐な行為は行わない、両国の国境はクリシュナ川を境とする、という条約が締結された。
そののち、ブッカ1世はヴィジャヤナガル王国の版図拡大のため南方遠征を行い、1370年には息子の一人クマーラ・カンパナがマドゥライ・スルターン朝を制圧している。
1377年、ブッカ1世は死亡し、息子のハリハラ2世がその王位を継承した。彼の死までに、ヴィジャヤナガル王国の版図は北はクリシュナ川まで、東はオリッサの東ガンガ朝と国境を接し、南はマラバール海岸にまで広がり、カリカットのザモリンとセイロンのジャフナ王国に毎年の貢納を誓わせていた。

## 関連文献
- Dr. Suryanath U. Kamat, Concise history of Karnataka, MCC, Bangalore, 2001 (Reprinted 2002)
- Chopra, P.N. T.K. Ravindran and N. Subrahmaniam.History of South India. S. Chand, 2003. ISBN 81-219-0153-7